# بيل تشاتو
بيل تشاتو Bill Tchato، من مواليد 14 مايو 1975 في مبيام في الكاميرون، لاعب كرة قدم كاميروني.
بدأ مسيرته الكروية مع نادي كان الفرنسي في موسم 1995/1996، وشارك معهم في 18 مباراة، وفي سنة 1996 انتقل إلى نادي فالينس الفرنسي، ولعب معهم حتى سنة 1998، وشارك معهم في 69 مباراة وسجل 6 أهداف، وفي سنة 1998 انتقل إلى نادي نيس الفرنسي، ولعب معهم حتى سنة 2000، وشارك معهم في 70 مباراة وسجل 3 أهداف، وفي سنة 2000 انتقل إلى نادي مونبيلييه الفرنسي، ولعب معهم حتى سنة 2003، وشارك معهم في 63 مباراة، وفي سنة 2003 انتقل إلى نادي كايزرسلوترن 1.أف سي الألماني، ولعب معهم حتى سنة 2005، وشارك معهم في 55 مباراة وسجل هدف واحد، وفي موسم 2005/2006 انتقل إلى نادي نيس الفرنسي، ولعب معهم 24 مباراة، ومنذ عام 2006 وهو يلعب مع نادي قطر القطري.
منذ سنة 2000 وهو يلعب مع منتخب الكاميرون لكرة القدم.

## روابط خارجية
- بيل تشاتو على موقع الاتحاد الدولي (مؤرشف)  (الإنجليزية)
- بيل تشاتو على موقع رابطة كرة القدم الفرنسية للمحترفين (الإنجليزية)
- بيل تشاتو على موقع قاعدة بيانات كرة القدم.إي يو (الإنجليزية)
- بيل تشاتو على موقع ليكيب (الفرنسية)
- بيل تشاتو على موقع ناشيونال فوتبول تيمز (الإنجليزية)
- بيل تشاتو على موقع Soccerway.com (الإنجليزية)
- بيل تشاتو على موقع كووورة